# Diogo Jota
Diogo José Teixeira da Silva (4 tháng 12 năm 1996 – 3 tháng 7 năm 2025), thường được biết đến với tên gọi Diogo Jota, là một cố cầu thủ bóng đá chuyên nghiệp người Bồ Đào Nha từng thi đấu ở vị trí tiền đạo hoặc tiền vệ cánh. Xuyên suốt sự nghiệp của mình, anh nổi tiếng nhờ lối chơi giàu tốc độ, kỹ thuật, khả năng rê bóng xuất sắc, khả năng dứt điểm sắc bén, và cường độ thi đấu trên sân hiệu quả.
Sinh ra ở Porto, Diogo Jota bắt đầu sự nghiệp tại Paços de Ferreira. Năm 2016, anh ký hợp đồng với Atlético Madrid sau hai mùa giải ở Primeira Liga, song anh không được trọng dụng và đem đi cho mượn tại Porto và Wolverhampton Wanderers. Năm 2018, sau khi đưa Wolverhampton Wanderers thăng hạng tại Premier League, anh gia nhập đội bóng này với bản hợp đồng trị giá 14 triệu euro và đã ghi được 44 bàn thắng sau 131 trận ra sân. Mùa hè năm 2020, Jota chuyển sang khoác áo cho Liverpool với mức phí trị giá 41 triệu bảng, tại đây anh đã ghi 65 bàn sau 182 trận ra sân sau năm mùa giải và giúp đội bóng giành một cúp Premier League ở mùa giải 2024–25, một cúp FA và hai cúp EFL, trước khi đột ngột qua đời vì tai nạn giao thông cùng với em trai André Silva vào tháng 7 năm 2025.
Diogo Jota đã từng khoác áo cho các đội tuyển trẻ Bồ Đào Nha gồm U-19, U-21, và U-23. Anh ra mắt đội tuyển quốc gia vào tháng 11 năm 2019 và cùng với các đồng đội hai lần giành chức vô địch UEFA Nations League (vào các năm 2019 và 2025), ngoài ra anh còn đại diện cho đất nước tham dự hai kỳ UEFA Euro (vào các năm 2020 và 2024).

## Sự nghiệp câu lạc bộ

### Paços de Ferreira
Sinh ra ở Massarelos, Porto, Jota chơi cho đội bóng địa phương Gondomar S.C. từ khi lên 9 cho đến lúc 17 tuổi, học viện của đội sau này được mang tên anh.
Jota gia nhập đội trẻ của FC Paços de Ferreira từ Gondomar vào năm 2013. Jota được đôn lên đội hình chính vào mùa giải 2014–2015. Anh đá chính lần đầu tiên trong chiến thắng 4–0 trước Vitória de Guimarães tại Cúp bóng đá Bồ Đào Nha,  Trong mùa giải, anh đã phải nghỉ tập một tháng sau khi được chẩn đoán mắc bệnh tim.
Anh có lần đầu thi đấu tại Primeira Liga khi vào sân thay cho Diogo Rosado trong trận hòa 2–2 trên sân nhà trước Vitória de Guimarães vào ngày 20 tháng 2 năm 2015. Anh ghi bàn thắng đầu tiên cho câu lạc bộ vào ngày 17 tháng 5 trong chiến thắng 3–2 trước Académica de Coimbra, qua đó đưa anh trở thành cầu thủ trẻ nhất ghi bàn cho một câu lạc bộ ở Primeira Liga.
Ngày 30 tháng 5 năm 2015, Jota đã ký một hợp đồng mới có thời hạn 5 năm với Paços cho đến năm 2020. Trong chiến thắng 1–0 trước Académica tại Estádio da Mata Real vào ngày 17 tháng 8, Jota đã bị đuổi khỏi sân vào cuối trận vì đẩy Hugo Seco; Ricardo Nascimento cũng bị đuổi khỏi sân vì trả đũa thay cho đồng đội của mình. Trong mùa giải, huấn luyện viên Jorge Simão đã nói rằng Jota sẽ là người kế nhiệm Cristiano Ronaldo, một sự so sánh khiến cầu thủ trẻ này sửng sốt.

### Atlético Madrid và cho mượn tại Porto
Ngày 14 tháng 3 năm 2016, Jota đã đồng ý đặt bút ký vào bản hợp đồng có thời hạn 5 năm với Atlético Madrid, tuy nhiên anh không đá chính trận nào cho câu lạc bộ mà được đem đi cho mượn.
Ngày 26 tháng 8 năm 2016, anh trở về nước và gia nhập FC Porto theo dạng cho mượn có thời hạn một năm. Ngày 1 tháng 10, Jota đã ghi một hat-trick trong chiến thắng 4–0 trước Nacional. Anh cũng tham dự UEFA Champions League 2016–17 và ghi bàn thắng đầu tiên trong chiến thắng 5–0 trên sân nhà trước Leicester City. Tại FC Porto, Jota tiếp tục khẳng định tài năng bằng 9 bàn qua 37 trận.

### Wolverhampton Wanderers

#### 2017–19: Thăng hạng lên Premier League và tham dự Europa League

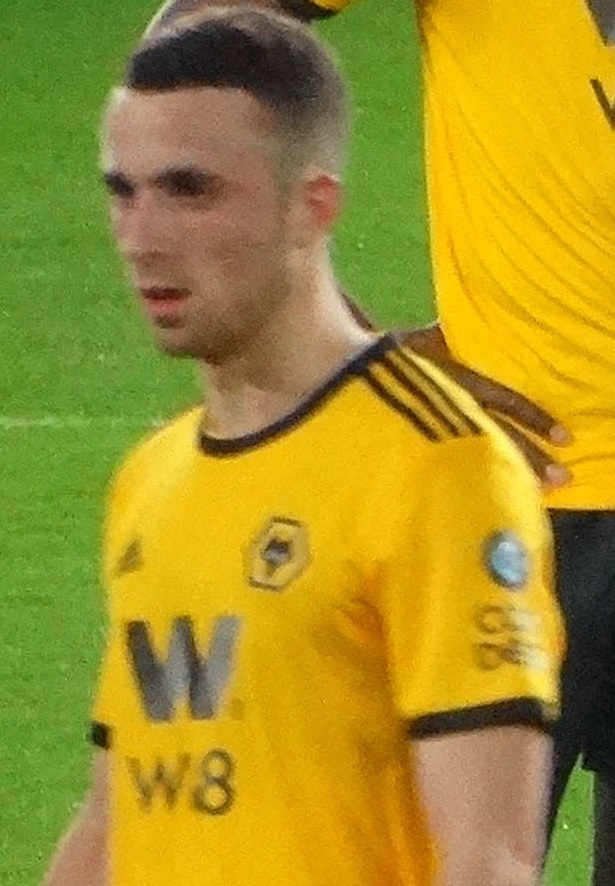
Diogo Jota thi đấu trong màu áo Wolverhampton Wanderers vào năm 2018

Ngày 25 tháng 7 năm 2017, Jota chuyển đến câu lạc bộ Wolverhampton Wanderers theo dạng cho mượn kéo dài một mùa giải. Anh ghi bàn thắng đầu tiên vào ngày 15 tháng 8 trong chiến thắng 3–2 trên sân khách trước Hull City. Anh kết thúc mùa giải với 17 bàn thắng, đứng thứ 5 toàn giải và giúp câu lạc bộ vô địch EFL Championship, qua đó đưa Wolves lên chơi Ngoại hạng Anh.
Ngày 30 tháng 1 năm 2018, Wolverhampton Wanderers đã đồng ý mua đứt Jota với mức phí chuyển nhượng lên đến 14 triệu euro, có hiệu lực từ 1 tháng 7. Jota có trận ra mắt Premier League và chơi trọn vẹn 90 phút trong trận hòa 2–2 trên sân nhà trước Everton. Bàn thắng đầu tiên của anh tại giải đấu giúp câu lạc bộ đánh bại Chelsea với tỷ số 2–1. Jota ghi bàn thứ 2 trong trong chiến thắng 2–1 trên sân khách trước Newcastle United. Ngày 19 tháng 1 năm 2019, Jota ghi ba bàn trong chiến thắng 4–3 trên sân nhà trước Leicester City, qua đó anh trở thành cầu thủ Bồ Đào Nha thứ hai đạt được thành tích ghi hai hat-trick tại Premier League sau Cristiano Ronaldo. Ngày 16 tháng 3 năm 2019, Jota đã ghi bàn thắng quyết định trong chiến thắng 2–1 trước Manchester United tại cúp FA, giúp Wolves lọt vào bán kết đầu tiên tại giải đấu này kể từ mùa giải 1997–98.

#### 2019–20: Mùa giải cuối cùng với Wolves
Ngày 25 tháng 7 năm 2019, Jota ghi bàn trong chiến thắng 2–0 trước câu lạc bộ Bắc Ireland Crusaders ở vòng loại thứ 2 của UEFA Europa League, đây là bàn thắng cấp độ châu Âu đầu tiên của Wolves kể từ tháng 10 năm 1980, và ở vòng loại thứ 3 vào ngày 15 tháng 8, anh đã ghi một cú đá móc để ấn định chiến thắng 4–0 (tổng tỷ số 8–0) trước Pyunik.
Trong trận đấu cuối cùng của vòng bảng Europa League trên sân nhà gặp Beşiktaş vào ngày 12 tháng 12 năm 2019, Jota đã thay thế cho người đồng hương Rúben Neves ở phút 56 khi trận đấu chưa có bàn thắng, anh ghi bàn sau 72 giây và hoàn thành cú hat-trick trong vòng 12 phút khi Wolves giành chiến thắng 4–0. Ngày 20 tháng 2 năm 2020, anh ghi thêm một cú hat-trick trong chiến thắng với cùng tỷ số trước Espanyol ở lượt đi vòng 32 đội của giải đấu. Lần ra sân thứ 131 và cũng là lần cuối cùng của anh cho Wolves là ở vị trí dự bị trong trận tứ kết Europa League gặp Sevilla vào ngày 11 tháng 8 năm 2020. Jota ghi bàn thứ 44, cũng là bàn cuối cùng cho Wolves trong chiến thắng 3–0 trước Everton vào ngày 12 tháng 7.

### Liverpool

#### 2020–21: Mùa giải ra mắt

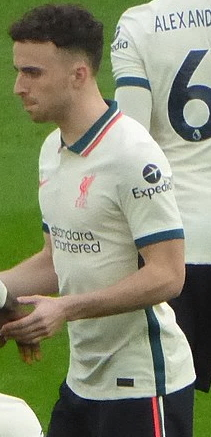
Jota thi đấu trong màu áo Liverpool vào năm 2021

Ngày 19 tháng 9 năm 2020, Jota gia nhập Liverpool theo một hợp đồng dài hạn với mức phí chuyển nhượng lên đến 41 triệu bảng, sau đó tăng lên 45 triệu bảng kèm phụ phí. Câu lạc bộ đã để mắt đến Jota trong thời gian anh ở Porto, với báo cáo chính thức được lập về màn trình diễn của Jota trong suốt mùa giải 2018–19, mặc dù quyết định tiếp tục theo dõi đã được đưa ra vào thời điểm đó do việc anh chuyển đến Wolves. Huấn luyện viên Jürgen Klopp ra quyết định ký hợp đồng với Jota vào đầu năm 2020, ông được xem xét kỹ lưỡng về đặc điểm và khả năng của Jota trong suốt 15 trận đấu, và cuối cùng đã chọn anh từ danh sách bao gồm ba cầu thủ tấn công khác để gia nhập câu lạc bộ.
Jota có trận ra mắt đội bóng khi vào sân từ ghế dự bị trong chiến thắng 7–2 trước Lincoln City tại EFL Cup. Ngày 28 tháng 9 cùng năm, anh ghi bàn đầu tiên cho Liverpool trong chiến thắng 3–1 trước Arsenal. Jota ghi bàn thắng thứ 10.000 trong lịch sử của câu lạc bộ khi ghi bàn mở tỷ số vào lưới Midtjylland tại vòng bảng UEFA Champions League. Cũng tại giải đấu, anh ghi hat-trick trong chiến thắng 5–0 trước Atalanta. Jota trở thành cầu thủ đầu tiên sau Robbie Fowler từ năm 1993 ghi được 7 bàn trong 10 trận đầu tiên cho Liverpool. Anh cũng là cầu thủ Liverpool đầu tiên ghi bàn trong 4 trận sân nhà đầu tiên ở giải Ngoại hạng Anh sau chiến thắng 3–0 trước Leicester City vào ngày 22 tháng 11. Jota nhận giải cầu thủ hay nhất trong 2 tháng 10 và 11 của Liverpool nhờ phong độ xuất sắc trên. Ngày 9 tháng 12, Jota bị chấn thương ở chân trong trận hòa 0–0 trước Midtjylland tại UEFA Champions League, khiến anh phải ngồi ngoài trong ba tháng.
Jota kết thúc mùa giải đầu tiên tại Liverpool với 9 bàn thắng tại giải đấu, bao gồm cú đánh gót trong chiến thắng 4–2 trên sân khách trước Manchester United, giúp đội đứng thứ 3 giải đấu và qua đó tham dự UEFA Champions League mùa sau.

#### 2021–22: Cú đúp quốc nội và chung kết UEFA Champions League

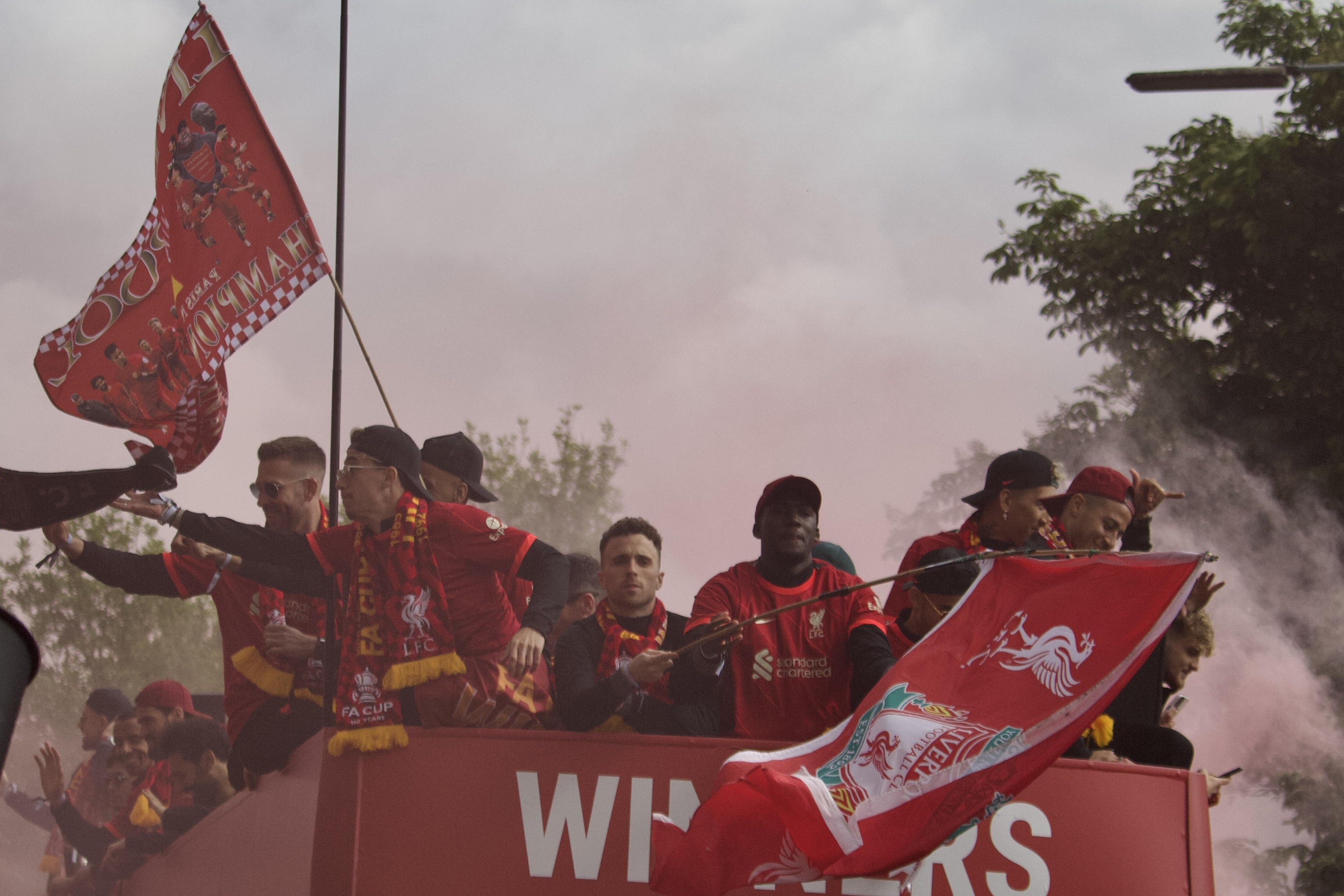
Jota tại cuộc diễu hành vô địch cúp EFL và FA Cup trên đường phố Liverpool vào ngày 29 tháng 5 năm 2022, một ngày sau khi mùa giải 2021–22 kết thúc

Ngày 14 tháng 8 năm 2021, Jota ghi bàn thắng đầu tiên của mùa giải 2021–22 trong chiến thắng sân khách 3–0 trước Norwich City. Ngày 24 tháng 10, anh tiếp tục ghi bàn trong chiến thắng 5–0 trước Manchester United tại Old Trafford. Ngày 3 tháng 11, Jota mở tỷ số trong trận thắng 2–0 trên sân nhà trước câu lạc bộ cũ Atlético Madrid trong khuôn khổ Champions League, qua đó giúp Liverpool vượt qua vòng bảng với vị trí nhất bảng. Ngày 1 tháng 12, anh ghi bàn thắng thứ 4 cho Liverpool trong chiến thắng sân khách 4–1 trước Everton trong trận derby Merseyside, trở thành đội bóng đầu tiên trong lịch sử bóng đá Anh ghi ít nhất 2 bàn thắng trong 18 trận liên tiếp ở tất cả các giải đấu. Nhờ phong độ xuất sắc trong tháng 11, anh đã nhận giải cầu thủ của tháng do người hâm mộ bình chọn của PFA. Ngày 16 tháng 12, Jota ghi bàn mở tỷ số trong chiến thắng 3–1 trước Newcastle United, đồng thời đánh dấu chiến thắng thứ 2.000 của Liverpool tại giải đấu cao nhất nước Anh.
Trong trận bán kết cúp EFL, Jota ghi cả hai bàn thắng trong chiến thắng 2–0 trước Arsenal trên sân khách, giúp Liverpool tiến vào trận chung kết. Ngày 27 tháng 2, sau khi hòa không 0–0 trước Chelsea sau 120 phút, anh đã thực hiện thành công quả penalty trong loạt sút luân lưu, giúp Liverpool giành cúp EFL lần đầu tiên kể từ năm 2012. Ngày 14 tháng 5, trong trận chung kết cúp FA 2022, Jota vào sân thay cho Mohamed Salah gặp chấn thương sau 33 phút thi đấu. Liverpool tiếp tục đánh bại Chelsea 6–5 trong loạt sút luân lưu, trong đó Jota đã thành công trong cú sút của mình. Ngày 28 tháng 5, Jota vào sân ở phút thứ 65 trong trận chung kết UEFA Champions League 2022, khi Liverpool thua 0–1 trước Real Madrid.

#### 2022–23: Gia hạn hợp đồng và chấn thương tái phát
Jota gặp chấn thương gân kheo trước mùa giải khiến anh bỏ lỡ giai đoạn đầu mùa. Ngày 2 tháng 8 năm 2022, Jota gia hạn hợp đồng với câu lạc bộ đến 2027. Anh trở lại sau chấn thương vào ngày 3 tháng 9, thay thế Darwin Núñez ở phút 80 trong trận hòa 0–0 trước Everton trong trận derby Merseyside. Ngày 12 tháng 10, Jota vào sân từ băng ghế dự bị trong trận đấu sân khách gặp Rangers tại Champions League, sau đó kiến tạo ba lần trong một trận đấu lần đầu tiên trong sự nghiệp cho Mohamed Salah, người đã hoàn thành cú hat-trick trong vòng 6 phút 12 giây trong chiến thắng 7–1 của đội. Ngày 16 tháng 10, anh gặp chấn thương bắp chân trong trận thắng 1–0 trên sân nhà trước Manchester City, khiến anh bỏ lỡ FIFA World Cup 2022. Jota trở lại sau chấn thương vào ngày 13 tháng 2, thay thế Darwin Núñez ở phút 70 trong chiến thắng 2–0 trước Everton.
Sau khi không ghi bàn thắng nào kể từ ngày 10 tháng 4 năm 2022, Jota đã ghi bàn trở lại vào ngày 17 tháng 4 năm 2023, với 2 bàn thắng trong chiến thắng 6–1 trên sân khách trước Leeds United. Ngày 30 tháng 4, khi Liverpool để Tottenham Hotspur gỡ hòa ở phút bù giờ sau khi dẫn trước 3 bàn, Jota đã ghi bàn thắng quyết định ở thời gian bù giờ trong trận thắng 4–3 trên sân nhà, giúp Jota nhận đề cử cho giải Cầu thủ xuất sắc nhất tháng 4 của Premier League. Sau mùa giải, Liverpool không đủ điều kiện tham dự Champions League khi đứng thứ 5 chung cuộc.

#### 2023–24: Trở lại
Sau  mùa giải gặp phải nhiều chấn thương liên tiếp, Jota đã khởi đầu mùa giải mới vào ngày 19 tháng 8 bằng bàn thắng ấn định chiến thắng 3–1 của Liverpool trước Bournemouth. Ngày 30 tháng 9, Jota bị đuổi khỏi sân chỉ 24 phút sau khi vào sân trong trận thua 1–2 trước Tottenham, khiến Liverpool chỉ còn thi đấu với 9 người. Anh đã nhận phải nhiều lời chỉ trích từ các chuyên gia sau trận đấu; Stephen Warnock cho rằng anh "chơi kém kể từ khi vào sân trong hiệp 1, hoàn toàn không theo kịp tốc độ trận đấu", trong khi Gary Neville đồng tình với tình huống dẫn đến thẻ đỏ, anh cho rằng hành động của Jota là "ngu ngốc". Ngày 5 tháng 10, anh ghi bàn thắng đầu tiên tại UEFA Europa League 2023–24, ấn định chiến thắng 2–0 trước Union SG ở vòng bảng.
Tháng 1 năm 2024, khi Mohamed Salah không thể thi đấu do phải tham dự Cúp bóng đá châu Phi 2023 và gặp chấn thương sau đó, Jota đã thay thế Salah và tạo thành bộ đôi tiền đạo xuất sắc cùng với Darwin Núñez, giúp anh ghi 5 bàn và kiến tạo 2 bàn khác trong các chiến thắng của Liverpool trước Burnley, Newcastle United, Bournemouth và Chelsea, qua đó giành giải Cầu thủ xuất sắc nhất tháng của Premier League trong tháng 1. Ngày 17 tháng 2, anh gặp chấn thương đầu gối trong chiến thắng 4–1 trên sân khách của Liverpool trước Brentford, khiến anh phải ngồi ngoài trong 2 tháng. Anh đã trở lại sau chấn thương trong trận thua 3–0 trên sân nhà trước Atalanta ở trận tứ kết lượt đi của Europa League vào ngày 11 tháng 4. Ngay sau đó, Jota lại gặp phải chấn thương khác trong trận đấu với Fulham vào ngày 21 tháng 4, khiến anh phải bỏ lỡ các trận đấu còn lại của Liverpool trong mùa giải 2023–24.

#### 2024–25: Vô địch Premier League và mùa giải cuối cùng
Ngày 17 tháng 8 năm 2024, Jota đã ghi bàn thắng đầu tiên cho Liverpool dưới thời tân huấn luyện viên trưởng Arne Slot trong chiến thắng 2–0 trên sân khách trước Ipswich Town. Trong các trận đấu tiếp theo, để phù hợp hơn với hệ thống chiến thuật của Slot, Jota thường ra sân với vai trò là số 9 ảo của câu lạc bộ bởi anh có thể lùi sâu và hoạt động như một tiền đạo ảo, giúp anh cạnh tranh với Darwin Núñez cho một vị trí xuất phát chính thức. Sang ngày 5 tháng 10, Jota có trận đấu thứ 100 cho câu lạc bộ, ghi bàn thắng duy nhất trong chiến thắng trên sân khách trước Crystal Palace. Ngày 2 tháng 4 năm 2025, Jota đã ghi bàn thắng quyết định, và là bàn thắng cuối cùng của anh, vào lưới Everton trong trận derby Merseyside tại Anfield để duy trì khoảng cách 12 điểm với đội xếp thứ 2. Ngày 27 tháng 4, Liverpool đã giành chức vô địch Premier League 2024–25 sớm 4 vòng đấu khi vượt qua Tottenham 5-1 trên sân nhà, đây là danh hiệu thứ 4 và cũng là danh hiệu cuối cùng của Jota với câu lạc bộ.

## Sự nghiệp quốc tế

### Đội tuyển trẻ
Jota bắt đầu chơi cho Bồ Đào Nha ở cấp độ U-19, ghi bàn thắng đầu tiên vào ngày 29 tháng 5 năm 2015 trong chiến thắng 6–1 trên sân nhà trước Thổ Nhĩ Kỳ tại vòng loại giải vô địch bóng đá U-19 châu Âu 2015. Anh đã có lần đầu tiên khoác áo đội U-21 vào ngày 17 tháng 11 cùng năm khi chưa đầy 19 tuổi, chơi 15 phút trong trận thua 3–0 trên sân khách trước Israel ở vòng loại giải vô địch bóng đá U-21 châu Âu 2017. Ngày 25 tháng 5 năm 2018, anh đã ghi một cú đúp cho đội U-21 trong chiến thắng 3–2 của họ trước Ý tại trận giao hữu tổ chức tại Estoril.

### Đội tuyển quốc gia
Jota có lần đầu được triệu tập cho đội tuyển Bồ Đào Nha cho hai trận vòng loại UEFA Euro 2020 trước Ukraina và Serbia vào tháng 3 năm 2019. Anh cùng đội có lần đầu vô địch UEFA Nations League 2019 trên sân nhà dù không ra sân một phút nào xuyên suốt giải đấu. Ngày 14 tháng 11, anh ra mắt khi vào sân thay người ở phút thứ 84 cho Cristiano Ronaldo trong chiến thắng 6–0 trước Litva ở vòng loại UEFA Euro 2020. Anh ghi bàn thắng quốc tế đầu tiên vào ngày 5 tháng 9 năm 2020 trong chiến thắng 4–1 trên sân nhà trước Croatia tại UEFA Nations League 2020–21.
Jota được Fernando Santos điền tên cho đội hình chính thức của Bồ Đào Nha tham dự UEFA Euro 2020, ghi bàn trong trận thua 4–2 ở vòng bảng trước Đức. Jota chơi 4 trận cả giải, còn Bồ Đào Nha dừng buóc tại vòng 16 đội khi thua 0–1 trước Bỉ và trở thành cựu vương. Ngày 18 tháng 10 năm 2022, Jota đã bị loại khỏi đội hình dự FIFA World Cup 2022 do chấn thương bắp chân mà anh gặp phải trong trận đấu Liverpool gặp Manchester City vào ngày 16 tháng 10 năm 2022.
Ngày 11 tháng 9 năm 2023, Jota ghi cú đúp trong chiến thắng 9–0 trên sân nhà trước Luxembourg ở vòng loại UEFA Euro 2024, đây là chiến thắng lớn nhất của đội tuyển Bồ Đào Nha trong lịch sử thi đấu quốc tế. Ngày 21 tháng 5 năm 2024, anh có tên trong đội hình của Bồ Đào Nha tham dự UEFA Euro 2024 tại Đức, anh chơi 3 trận trước Cộng hòa Séc, Gruzia tại vòng bảng, Slovenia tại vòng 16 đội, và dừng bước trước Pháp khi thua 5–3 tại loạt sút 11m.
Tháng 5 năm 2025, Jota được Roberto Martínez điền tên vào đội hình tham dự vòng chung kết UEFA Nations League 2025. Bồ Đào Nha vô địch giải đấu lần thứ 2 với tỷ số 5–3 trong loạt sút luân lưu trước đương kim vô địch Tây Ban Nha tại trận chung kết, và đây cũng là trận đấu cuối cùng của Jota.

## Phong cách thi đấu
Jota là một tiền đạo đa năng, có khả năng chơi ở nhiều vị trí tấn công khác nhau; anh thường được bố trí làm tiền đạo trung tâm, hoặc tiền đạo cắm, cầu thủ chạy cánh, số 9 ảo, tiền đạo bên trong. Mặc dù thuận chân phải, nhưng anh có thể dứt điểm tốt với cả 2 chân. Jota cũng được biết đến với khả năng dứt điểm chính xác, tốc độ bùng nổ, khả năng rê bóng, cảm giác vị trí, di chuyển và kiểm soát bóng chặt chẽ, điều này khiến anh đặc biệt hiệu quả trong các tình huống phản công. Hơn nữa, anh cũng được biết đến với sự đóng góp phòng ngự và cường độ hoạt động cao trên sân.

## Đời tư
Jota, người có họ thực sự là Silva, đã chọn sử dụng cái tên "Jota" để phân biệt mình với những cầu thủ khác có tên Diogo và Silva trong học viện trẻ. "Jota" là tên tiếng Bồ Đào Nha của chữ "J", tương đương với việc tự gọi mình là "Diogo J".
Jota còn có người em trai là André Silva kém anh 4 tuổi. André Silva bắt đầu chơi bóng tại Gondomar và chơi cho Paços de Ferreira ở cấp độ trẻ. Khi Jota gia nhập Porto theo dạng cho mượn vào năm 2016, André đang ở trong đội trẻ của câu lạc bộ. André chơi cho đội Penafiel tại Liga Portugal 2 vào thời điểm họ qua đời.
Jota là một game thủ cuồng nhiệt và được xếp hạng số 1 thế giới trong Bảng xếp hạng vô địch của FIFA 21 vào tháng 2 năm 2021. Anh có đội eSports riêng Luna Galaxy (trước đây là "Diogo Jota eSports") và thường xuyên phát trực tiếp trên Twitch. Trong thời gian phong tỏa vì đại dịch COVID-19, anh đã tham gia một loạt trận đấu FIFA theo lời mời do Premier League tổ chức, cuối cùng đã đánh bại cầu thủ Trent Alexander-Arnold của Liverpool trong trận chung kết của giải đấu.
Jota kết hôn với người yêu thời trung học là Rute Cardoso vào ngày 22 tháng 6 năm 2025, chỉ 11 ngày trước khi anh qua đời. Cặp đôi có ba người con.

## Qua đời
Ngày 3 tháng 7 năm 2025, Diogo Jota đột ngột qua đời trong một vụ tai nạn giao thông trên quốc lộ A-52 tại Cernadilla, thuộc tỉnh Zamora, Tây Ban Nha cùng với em trai của anh, André Silva. Cả hai đã đi trên chiếc siêu xe thể thao Lamborghini Huracán, với điểm đến dự định là thành phố Santander, ven biển phía Bắc Tây Ban Nha. Tại đó, anh đã lên kế hoạch đi tàu thủy qua vịnh Biscay và biển Celtic để tới thành phố cảng Liverpool, chuẩn bị hội quân với đội bóng chuẩn bị cho mùa giải mới. Nhưng khi đến tỉnh Zamora thuộc vùng Tây Bắc Tây Ban Nha, chiếc siêu xe của Jota trong lúc vượt lên xe khác thì bất ngờ bị nổ lốp, lộn nhiều vòng trên đường và bốc cháy dữ dội. Sau đó năm ngày, lực lượng Vệ binh Dân sự Tây Ban Nha bước đầu kết luận chiếc Lamborghini do Jota cầm lái bị mất lái và lao khỏi đường trong lúc xe đang chạy nhanh hơn mức quy định dẫn đến vụ tai nạn trên.

### Tri ân
Sự ra đi của Diogo Jota và André Silva đã khiến cả thế giới bàng hoàng, bản thân huấn luyện viên Arne Slot cho biết trong thông cáo chính thức: "Diogo là trái tim và linh hồn của đội bóng. Khả năng đa năng, tinh thần chiến đấu và phong độ ổn định trong những thời khắc quyết định khiến anh trở thành cầu thủ không thể thay thế. Quan trọng hơn, Jota là thủ lĩnh trong phòng thay đồ, luôn đem lại nụ cười cho mọi người. Chúng tôi tan nát cõi lòng." Cựu huấn luyện viên Jürgen Klopp xúc động chia sẻ: "Với tôi, Diogo như một người con. Niềm đam mê của cậu ấy với trái bóng và tình yêu với cuộc sống thật sự truyền cảm hứng. Đây là một bi kịch không lời nào diễn tả nổi." Cựu danh thủ Jamie Carragher bày tỏ: "Tôi thực sự đau buồn trước tin buồn về Diogo Jota. Xin gửi lời chia buồn tới vợ anh, Rute, và ba đứa con của họ". Cựu cầu thủ và huấn luyện viên Liverpool Kenny Dalglish cho biết: "Bóng đá không còn quan trọng vào thời điểm buồn này. Bạn cảm thấy bất lực khi biết rằng chúng ta có thể làm rất ít để xoa dịu nỗi đau cho người vợ mới cưới được hai tuần và ba đứa con xinh đẹp của anh ấy." Michael Edwards – CEO của Fenway Sports Group và Richard Hughes – giám đốc thể thao của Liverpool cũng đã đưa ra một tuyên bố chung để bày tỏ sự đau buồn về sự ra đi của Jota.
Chủ tịch Liên đoàn bóng đá Bồ Đào Nha Pedro Proença đã chia sẻ nỗi đau chung: "Liên đoàn Bóng đá Bồ Đào Nha và toàn bộ nền bóng đá nước nhà hoàn toàn suy sụp trước sự ra đi của Diogo Jota và André Silva. Diogo không chỉ là một cầu thủ tuyệt vời với gần 50 lần khoác áo đội tuyển, mà còn là một con người phi thường, luôn được đồng đội lẫn đối thủ kính trọng – một biểu tượng lan tỏa niềm vui và là điểm tựa của cả cộng đồng." Cựu huấn luyện viên Fernando Santos, người từng trao cho Diogo Jota cơ hội ra sân lần đầu tiên cho đội tuyển Bồ Đào Nha chia sẻ: "Thật khó để nói về cậu ấy vào lúc này. Điều đó chẳng còn quan trọng nữa. Cậu ấy lần đầu thi đấu cùng tôi năm 22 tuổi. Cậu ấy bị lu mờ bởi cầu thủ xuất sắc nhất thế giới, nhưng vẫn luôn tìm được vị trí của riêng mình". Cristiano Ronaldo, người từng sát cánh bên Jota trong hành trình vô địch UEFA Nations League 2025, bày tỏ: "Diogo là chiến binh, là đồng đội và là bạn thân. Năng lượng và kỹ năng của cậu ấy là yếu tố then chốt cho thành công của chúng tôi. Xin chia buồn sâu sắc tới gia đình." Ruben Neves và Pepe cũng đều bảy tỏ sự mất mát đối với người đồng đội của mình.
Đội bóng cũ Wolverhampton Wanderers, cùng giám đốc điều hành và quản lý bóng đá Matt Wild cho biết: "Tất cả chúng tôi đều hoàn toàn bị sốc. Đây thực sự là tin tức đau lòng, không chỉ vì sự ra đi của Diogo, vốn đã đủ bi thảm, mà còn vì mất đi cả người em trai của mình nữa." Còn chủ tịch André Villas-Boas của FC Porto đã ca ngợi Diogo Jota và Andre Silva là "những người hùng thầm lặng đại diện cho những điều tốt đẹp nhất trong và ngoài bóng đá". William, Thân vương xứ Wales, người bảo trợ của Hiệp hội bóng đá Anh cũng bày tỏ lòng kính trọng: "Là một thành viên của gia đình bóng đá, tôi vô cùng đau buồn khi nghe tin Diogo Jota và em trai  qua đời. Chúng tôi xin gửi lời chia buồn sâu sắc nhất tới gia đình, bạn bè và tất cả những ai quen biết anh ấy."
Thủ tướng Bồ Đào Nha Luís Montenegro cũng gửi lời chia buồn sâu sắc: "Cái chết của Diogo Jota – một vận động viên luôn làm rạng danh quê hương – và người em trai là một thảm kịch không thể lường trước. Tôi xin gửi lời chia buồn chân thành nhất tới gia đình họ. Đây là một ngày tang tóc của bóng đá và của thể thao Bồ Đào Nha nói riêng, thế giới nói chung." Còn tổng thống Marcelo Rebelo de Sousa bày tỏ sự sửng sốt, nhấn mạnh đến tuổi trẻ, sự nghiệp đầy hứa hẹn và hạnh phúc gia đình gần đây của Jota, và kết luận "Jota còn cả một tương lai phía trước".

### Tưởng nhớ
Lễ viếng Diogo Jota được tổ chức vào ngày 4 tháng 7 tại Nhà nguyện Sao Cosme, còn lễ tang được diễn ra sau đó một ngày tại nhà thờ Công giáo Igreja Matriz de Gondomar tại Gondomar. Lễ tang có sự góp mặt của thủ tướng Bồ Đào Nha Luís Montenegro, tổng thống Marcelo Rebelo de Sousa, cùng hàng trăm người thân, bạn bè, đồng đội và công chúng.
Liên đoàn bóng đá Bồ Đào Nha đã yêu cầu UEFA tổ chức một phút mặc niệm trước trận đấu giữa đội tuyển Bồ Đào Nha và Tây Ban Nha tại UEFA Women's Euro 2025. UEFA sau đó tuyên bố sẽ dành một phút mặc niệm trước khi bắt đầu tất cả các trận đấu của giải, cũng như bày tỏ sự tiếc thương: "Thay mặt cho cộng đồng bóng đá châu Âu, chúng tôi vô cùng đau buồn khi biết tin về sự ra đi bi thảm của Diogo Jota cùng em trai Andre Silva. Chúng tôi xin gửi lời chia buồn đến gia đình, bạn bè, đồng đội và tất cả những người bị ảnh hưởng bởi mất mát đau lòng này". UEFA cho biết đã chấp thuận yêu cầu được mặc áo màu đen của đội tuyển nữ Bồ Đào Nha ở trận ra quân. Nghi thức này cũng diễn ra từ các trận tứ kết FIFA Club World Cup 2025. Chủ tịch FIFA Gianni Infantino bày tỏ sự tiếc thương về sự việc: "Tôi vô cùng đau buồn khi nghe tin Diogo Jota và em trai André Silva qua đời một cách bi thảm ... cả hai đều sẽ được những người quen biết và cộng đồng bóng đá trên toàn thế giới vô cùng thương tiếc."
Liverpool dành màn tri ân đặc biệt tới Diogo Jota và em trai André Silva, trước trận thắng Preston North End 3–1 trong trận giao hữu đầu hè tại Deepdale. Slot nói thêm rằng sự ủng hộ mà Liverpool nhận được không chỉ từ người hâm mộ của họ mà còn từ Everton, từ khắp nước Anh và trên toàn thế giới, "việc đại diện cho đội bóng tại thành phố này giờ đây còn có ý nghĩa hơn với tôi và vợ tôi so với trước đây".
Để tưởng nhớ những đóng góp của Jota, Liverpool đã quyết định treo vĩnh viễn chiếc áo số 20 của anh. Trên trang chủ chính thức của Liverpool, Jota đã được chuyển vào nhóm "Forever", danh sách tôn vinh những cầu thủ đã mãi mãi đi vào lịch sử đội bóng. Ngoài ra, Liverpool cho biết họ sẽ chi trả toàn bộ lương cho gia đình Diogo Jota trong 2 năm hợp đồng còn lại đến năm 2027. Không dừng lại ở đó, gia đình của Jota, bao gồm vợ và ba người con, sẽ tiếp tục nhận được các khoản thưởng trong hợp đồng nếu Liverpool giành được các chức vô địch, đặc biệt là toàn bộ số tiền thu được từ việc bán áo đấu số 20 của Diogo Jota cũng sẽ được chuyển đến gia đình anh. Để đảm bảo tương lai học vấn cho các con của Diogo Jota, Liverpool cũng cam kết chi trả toàn bộ học phí cho đến khi các con của anh đủ 18 tuổi. Wolverhampton Wanderers sau đó quyết định điền tên Jota vào đại sảnh danh vọng của đội bóng.
Ngày 1 tháng 8 năm 2025, cựu đồng đội tại Liverpool là James Milner thông báo anh sẽ mặc áo số 20 tại Brighton & Hove Albion trong mùa giải 2025–26, như một lời tri ân tới Jota.

## Thống kê sự nghiệp

### Câu lạc bộ
| Câu lạc bộ                     | Mùa giải            | Giải đấu            | Giải đấu | Giải đấu | Cúp quốc gia | Cúp quốc gia | Cúp liên đoàn | Cúp liên đoàn | Châu Âu | Châu Âu | Tổng cộng | Tổng cộng |
| Câu lạc bộ                     | Mùa giải            | Hạng                | Trận     | Bàn      | Trận         | Bàn          | Trận          | Bàn           | Trận    | Bàn     | Trận      | Bàn       |
| ------------------------------ | ------------------- | ------------------- | -------- | -------- | ------------ | ------------ | ------------- | ------------- | ------- | ------- | --------- | --------- |
| Paços de Ferreira              | 2014–15             | Primeira Liga       | 10       | 2        | 1            | 1            | 0             | 0             | —       | —       | 11        | 3         |
| Paços de Ferreira              | 2015–16             | Primeira Liga       | 31       | 12       | 1            | 0            | 2             | 0             | —       | —       | 34        | 12        |
| Paços de Ferreira              | Tổng cộng           | Tổng cộng           | 41       | 14       | 2            | 1            | 2             | 0             | —       | —       | 45        | 15        |
| Atlético Madrid                | 2016–17             | La Liga             | 0        | 0        | —            | —            | —             | —             | —       | —       | 0         | 0         |
| Porto (mượn)                   | 2016–17             | Primeira Liga       | 27       | 8        | 1            | 0            | 1             | 0             | 8       | 1       | 37        | 9         |
| Wolverhampton Wanderers (mượn) | 2017–18             | Championship        | 44       | 17       | 1            | 1            | 1             | 0             | —       | —       | 46        | 18        |
| Wolverhampton Wanderers        | 2018–19             | Premier League      | 33       | 9        | 3            | 1            | 1             | 0             | —       | —       | 37        | 10        |
| Wolverhampton Wanderers        | 2019–20             | Premier League      | 34       | 7        | 0            | 0            | 0             | 0             | 14      | 9       | 48        | 16        |
| Wolverhampton Wanderers        | Tổng cộng           | Tổng cộng           | 111      | 33       | 4            | 2            | 2             | 0             | 14      | 9       | 131       | 44        |
| Liverpool                      | 2020–21             | Premier League      | 19       | 9        | 0            | 0            | 2             | 0             | 9       | 4       | 30        | 13        |
| Liverpool                      | 2021–22             | Premier League      | 35       | 15       | 5            | 2            | 4             | 3             | 11      | 1       | 55        | 21        |
| Liverpool                      | 2022–23             | Premier League      | 22       | 7        | 0            | 0            | 0             | 0             | 6       | 0       | 28        | 7         |
| Liverpool                      | 2023–24             | Premier League      | 21       | 10       | 2            | 1            | 4             | 1             | 5       | 3       | 32        | 15        |
| Liverpool                      | 2024–25             | Premier League      | 26       | 6        | 2            | 1            | 5             | 2             | 4       | 0       | 37        | 9         |
| Liverpool                      | Tổng cộng           | Tổng cộng           | 123      | 47       | 9            | 4            | 15            | 6             | 35      | 8       | 182       | 65        |
| Tổng cộng sự nghiệp            | Tổng cộng sự nghiệp | Tổng cộng sự nghiệp | 302      | 102      | 16           | 7            | 20            | 6             | 57      | 18      | 395       | 133       |

### Quốc tế
| Đội tuyển quốc gia | Năm       | Trận | Bàn |
| ------------------ | --------- | ---- | --- |
| Bồ Đào Nha         | 2019      | 2    | 0   |
| Bồ Đào Nha         | 2020      | 8    | 3   |
| Bồ Đào Nha         | 2021      | 12   | 5   |
| Bồ Đào Nha         | 2022      | 7    | 2   |
| Bồ Đào Nha         | 2023      | 7    | 2   |
| Bồ Đào Nha         | 2024      | 10   | 2   |
| Bồ Đào Nha         | 2025      | 3    | 0   |
| Tổng cộng          | Tổng cộng | 49   | 14  |

#### Bàn thắng quốc tế
Bàn thắng và kết quả của Bồ Đào Nha được để trước.
| #   | Ngày                 | Địa điểm                                               | Đối thủ    | Bàn thắng | Kết quả | Giải đấu                      |
| --- | -------------------- | ------------------------------------------------------ | ---------- | --------- | ------- | ----------------------------- |
| 1.  | 5 tháng 9 năm 2020   | Sân vận động Dragão, Porto, Bồ Đào Nha                 | Croatia    | 2–0       | 4–1     | UEFA Nations League 2020–21   |
| 2.  | 14 tháng 10 năm 2020 | Sân vận động José Alvalade, Lisbon, Bồ Đào Nha         | Thụy Điển  | 2–0       | 3–0     | UEFA Nations League 2020–21   |
| 3.  | 14 tháng 10 năm 2020 | Sân vận động José Alvalade, Lisbon, Bồ Đào Nha         | Thụy Điển  | 3–0       | 3–0     | UEFA Nations League 2020–21   |
| 4.  | 27 tháng 3 năm 2021  | Sân vận động Sao Đỏ, Belgrade, Serbia                  | Serbia     | 1–0       | 2–2     | Vòng loại FIFA World Cup 2022 |
| 5.  | 27 tháng 3 năm 2021  | Sân vận động Sao Đỏ, Belgrade, Serbia                  | Serbia     | 2–0       | 2–2     | Vòng loại FIFA World Cup 2022 |
| 6.  | 30 tháng 3 năm 2021  | Sân vận động Josy Barthel, Luxembourg City, Luxembourg | Luxembourg | 1–1       | 3–1     | Vòng loại FIFA World Cup 2022 |
| 7.  | 19 tháng 6 năm 2021  | Allianz Arena, Munich, Đức                             | Đức        | 2–4       | 2–4     | UEFA Euro 2020                |
| 8.  | 7 tháng 9 năm 2021   | Sân vận động Olympic Baku, Baku, Azerbaijan            | Azerbaijan | 3–0       | 3–0     | Vòng loại FIFA World Cup 2022 |
| 9.  | 24 tháng 3 năm 2022  | Sân vận động Dragão, Porto, Bồ Đào Nha                 | Thổ Nhĩ Kỳ | 2–0       | 3–1     | Vòng loại FIFA World Cup 2022 |
| 10. | 24 tháng 9 năm 2022  | Sân vận động Sinobo, Prague, Cộng hòa Séc              | Séc        | 4–0       | 4–0     | UEFA Nations League 2022–23   |
| 11. | 11 tháng 9 năm 2023  | Sân vận động Algarve, Faro/Loulé, Bồ Đào Nha           | Luxembourg | 5–0       | 9–0     | Vòng loại UEFA Euro 2024      |
| 12. | 11 tháng 9 năm 2023  | Sân vận động Algarve, Faro/Loulé, Bồ Đào Nha           | Luxembourg | 7–0       | 9–0     | Vòng loại UEFA Euro 2024      |
| 13. | 4 tháng 6 năm 2024   | Sân vận động José Alvalade, Lisbon, Bồ Đào Nha         | Phần Lan   | 2–0       | 4–2     | Giao hữu                      |
| 14. | 8 tháng 6 năm 2024   | Sân vận động quốc gia, Oeiras, Bồ Đào Nha              | Croatia    | 1–1       | 1–2     | Giao hữu                      |

## Danh hiệu

### Câu lạc bộ
Wolverhampton Wanderers
- EFL Championship: 2017–18[162]

Liverpool
- Premier League: 2024–25[163]
- FA Cup: 2021–22[163]
- EFL Cup: 2021–22,[163] 2023–24,[163] á quân: 2024–25[164]
- FA Community Shield: 2022[165]
- Á quân UEFA Champions League: 2021–22[166]

### Quốc tế
Bồ Đào Nha
- UEFA Nations League: 2018–19,[167] 2024–25[168]

### Cá nhân
- Cầu thủ xuất sắc nhất tháng của Premier League: Tháng 1 năm 2024[169]
- Cầu thủ trẻ xuất sắc nhất tháng của SJPF: Tháng 10/Tháng 11 năm 2015[170]
- Bàn thắng của tháng tại Primeira Liga: Tháng 2 năm 2016[171]
- Đội hình đột phá của UEFA Champions League: 2020[172]
- Đại sảnh Danh vọng của Wolverhampton Wanderers (Wolves Hall of Fame): 2025[158][159]